# 蒂卡尔
蒂卡尔（Tikal，现代玛雅语言正写法中写为Tik'al，古时可能叫做Yax Mutal）是前哥伦布时期玛雅文明中最大的遗弃都市之一。它坐落于危地马拉佩腾省的雨林中，北纬17°13′19″ 西经89°37′22″。蒂卡尔位于危地马拉的蒂卡尔国家公园，并於1979年成为世界遗产。
蒂卡尔曾是古代玛雅时期最强盛国家之一的首都。蒂卡尔的纪念碑可追溯至公元前4世纪，而它在约公元200年到900年间到达了顶峰。在这段期间，玛雅城邦从政治、经济、军事上控制了玛雅地区，同时它也和位于中部美洲墨西哥谷的特奧蒂瓦坎等大都市。有证据显示蒂卡尔在4世纪时遭到特奧蒂瓦坎的占领。後经典时期结束後，蒂卡尔没有再出现新的纪念碑，宫殿也被烧毁。这些事件和人口的逐步下降一起，导致10世纪末时蒂卡尔遭到废弃，这也是古典期玛雅文明崩溃的一部分。
蒂卡尔是低地玛雅城邦中探索程度最高的城邦，它有着长长的统治者列表，许多统治者的陵墓、纪念碑、神庙和宫殿。

## 语源

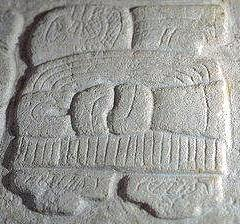
代表蒂卡尔的象形文字（Mutal）

蒂卡尔或许来源于猶加敦馬雅語ti ak'al，意为“在水池边”，是西班牙征服後，根據當地後來的馬雅人所取名字，並非原名，Ti是馬雅語的介係詞，Kal是蓄水池的意思，為西班牙人沿用。
此地的原名，根據碑铭上的玛雅象形文字为穆塔（Mutal）或亞須穆塔（Yax Mutal），Mutul是繩結的意思，Yax此前綴詞意思為偉大或是第一。

## 遗址
蒂卡尔遗址中包括几百幢重要的古代建筑，只有一小部分在近几十年的考古中被发掘。
现存在显著的建筑有六座顶上有着神庙的阶梯金字塔。他们被早期的探险家用数字编号。它们是在蒂卡尔的巅峰时期建造的，大约7世纪末到9世纪初。蒂卡尔一号神庙在740年至750年左右建成，約47公尺高。蒂卡尔二号神庙建於700年，約38公尺高。蒂卡尔三号神庙建成于810年，約55公尺高。最大的蒂卡尔四号神庙，有70米高( 230呎 )，于741年建成 ，是馬雅文明最高的建築。蒂卡尔五号神庙在750年左右完工。蒂卡尔六号神庙建成于766年。
在城中还有古代皇宫的遗跡。除此之外有不少小金字塔，宫殿，住所、石刻纪念碑，和一些用来进行古代玛雅球赛的球场。似乎还有个用作监狱的地方，那里的门窗都有被木条横过的痕迹。
蒂卡尔的住宅区占地60平方公里，大多数还没有清理發掘。
蒂卡尔被一圈6米宽的的沟渠和城墙围绕着。现在只有9公里被勘探过。估计这至少圈起了125平方公里的土地。最近的研究发现这不仅仅有防御用途，似乎还是一个运河系统的一部分。

## 历史
蒂卡尔是玛雅文明的文化和人口中心之一。这里最早的纪念碑建造于公元前四世纪。城市在玛雅古典时期——大约公元200年到公元850年左右，达到顶峰。
蒂卡尔的历史可以追溯到公元前700年，起先她只是个二流城邦，奉北部城邦米拉多为盟主，蒂卡尔可能从公元二世纪开始奉行与中美洲当时的大国提奥提华坎友好的政策，并取得成功使自己国力大涨，从而成为玛雅世界最强大的城邦之一。
公元292年，Balam Ajaw（传统上译为"Decorated Jaguar"，被装饰过的美洲虎）继位为蒂卡尔国王，开始了强大的蒂卡尔王朝。在一块刻有他形象的石碑上记录有公元292年7月8日的日期。这个时间也通常被历史学家当作玛雅古典文明的开始之日。
公元360年，Chak Tok Ich'aak I 美洲虎之爪一世（Jaguar Paw I）为国王之时，蒂卡尔空前强大。過去Linda Schele認為，“美洲虎之爪一世”的弟弟“冒煙青蛙”于公元378年1月16日征服邻邦乌夏克吞（Uaxactun），并成为乌夏克吞的君主。不過，後來藉由銘文的解讀，我們理解到冒煙青蛙，也就是Siyah K'ak，應該是來自提奧蒂華甘的將軍。與提卡爾統治者美洲虎之爪一世沒有親屬關係。Siyah K'ak在西元378年1月16日進攻提卡爾城，1月31日，提卡爾原本的統治者美洲虎爪一世死亡。提奧蒂華甘統治者貓頭鷹打擊者的兒子卷鼻王（Yax Nun Ayin）繼位，成為提卡爾新的統治者。
根據鍶同位素的分析，卷鼻王早年居住在沛騰叢林地區。但是銘文卻顯示他來自墨西哥中部的提奧蒂華甘。後來，馬雅銘文學家分析了更多的銘文，確定卷鼻王是個幼主，所以早年生活區域，自然就在沛騰叢林一帶。
公元411年至公元456年，Siyah Chan K'awil II 暴风雨天空二世(Stormy Sky II) 为国王。从美洲虎之爪一世到暴风雨天空二世的一百年间是蒂卡尔历史上第一个强大的时期。
此后蒂卡尔以北的城邦卡拉克穆尔强大，蒂卡尔出现了一个衰落时期，直到公元7世纪，Jasaw Chan K'awiil I（阿赫卡王，双月，巧克力领主Double Moon or Lord Chocolate 682年-734年在位），蒂卡尔重新强大，打败卡拉克穆尔，使得蒂卡尔重新成为玛雅中部地区的霸主。以后是Yik'in Chan Kawil（雅克金王，734年-766年在位）和 Yax Nuun Ayiin II 奇坦王(Chitam 768年-790年在位)，在这一百年间是蒂卡尔第二次鼎盛时期。今天蒂卡尔壮丽的遗迹主要也是这三位国王在位期间筑成。
奇坦王之后，与同一时期其他玛雅城邦一样，蒂卡尔迅速衰落，已知可考的最后一位国王是Jasaw Chan K'awiil II （869年-889年在位）
在这之后，没有建造什么主要的纪念碑。一些宫殿也被焚毁。人们逐渐离开了这座城市。在10世纪末，蒂卡尔被彻底遗弃在丛林中。
蒂卡尔控制着玛雅低地的中心，经常发生战争。根据碑铭记载，蒂卡尔常和一些玛雅城邦结盟或打仗，包括乌夏克吞(Uaxactun)，卡拉科尔(Caracol)，纳兰永(Naranjo)和卡拉克穆尔(Calakmul)。
估计蒂卡尔人口最多时可能有十万到二十万。

## 统治者
目前已知的蒂卡尔统治者:
- Yax Ehb' Xook

c. 90左右在位，王朝的創立者。
- Foliated Jaguar

在位期間不明。
- Animal Headdess

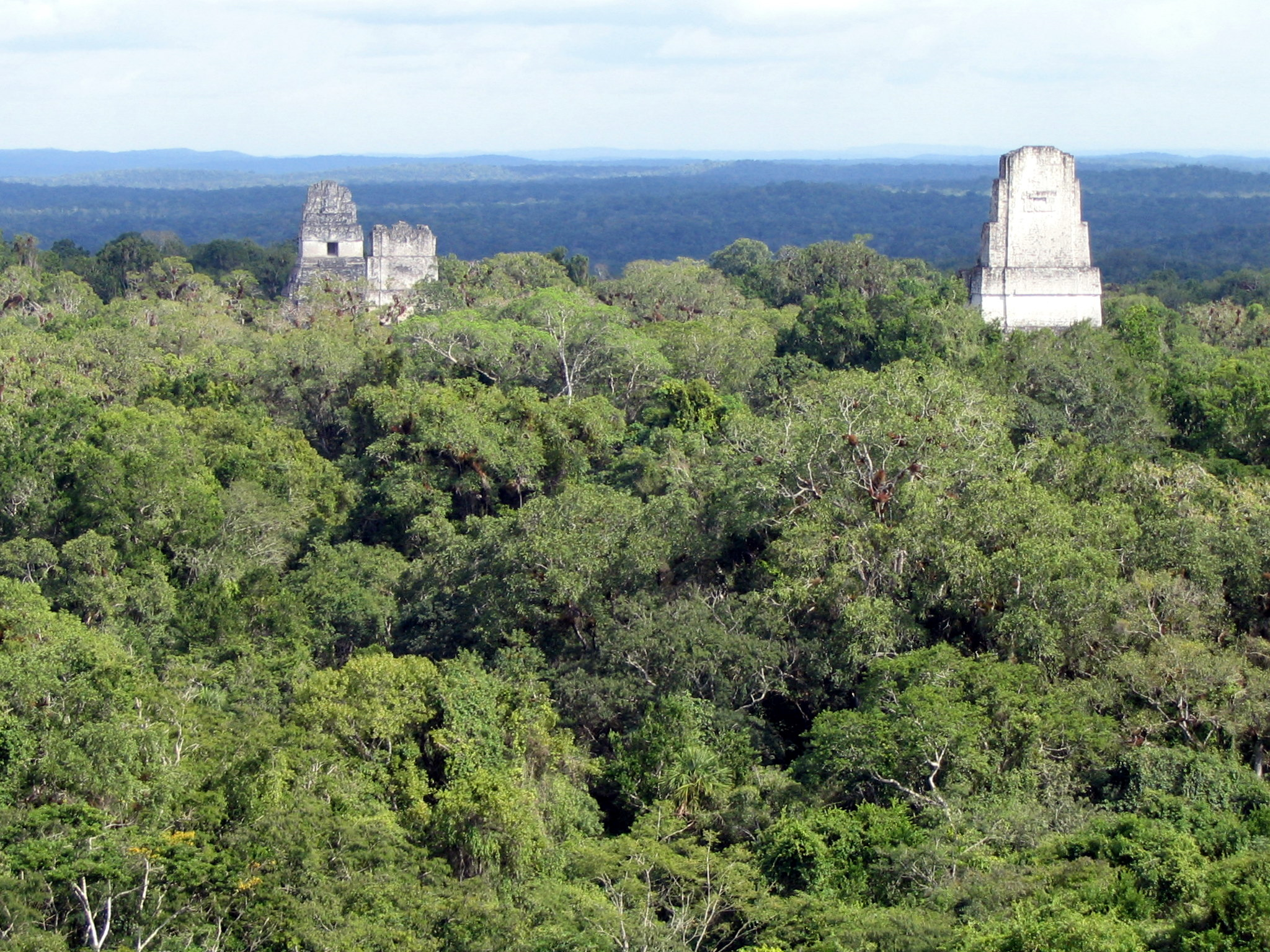
茂密的丛林遮挡不住蒂卡尔高大雄伟的神庙，图中为蒂卡尔一号，二号和三号神庙遗迹

在位期間不明。被記載在 El Encanto 遺址的 Stela 1。妻子是Lady Skull。 
- Sihyaj Chan Kawiil I

307年在位，為Animal Headdress之子。被記載在 El Encanto 的 Stela 1。也被記載為王朝的第11位君主。 
- Une' B'alam

317年前後在位
- K'inich Muwaan Jol -

死于359年5月23日。並且被記載為王朝的第13位統治者。妻子為Lady Balam Way。
- Chak Toh Ich'aak I

360-378在位，與K'inich Muwaan Jol 是父子關係。被稱為王朝的第14位統治者。378年1月15日死亡，與Siyaj K'ak 率軍進入提卡爾同日。
- Nun Yax Ayin（英语：Nun Yax Ayin） 一个来自特奥提华坎的贵族，于379年被Siyah K'ak'（英语：Siyah K'ak'）安插到蒂卡尔，他统治到411年
- Siyah Chan K'awil II 暴风雨天空二世(Stormy Sky II) 411-456
- K'an-Ak 坎公猪(Kan Boar) 458-486
- Ma'Kin-na Chan 5世纪晚期
- Chak Tok Ich'aak 巴鲁姆头骨爪(Bahlum Paw Skull) 486-508 他的妻子是手夫人(Lady Hand)
- Ix Yo K'in 蒂卡尔夫人(Lady Tikal) 511-527
- Kalomte' Balam 卷头或第19领主(Curl-Head or 19th Lord) 511-527
- Wak Chan K'awil 双鸟(Double-Bird) - 537-562 - 562年在和卡拉科尔的战斗中战败
- 蜥蜴头二世（Lizard Head II）
- K'inich Waaw  593-628
- K'inich Wayaan - 7世纪中前期
- K'inich Muwaan Jol II - 7世纪中前期
- Jasaw Chan K'awiil I（英语：Jasaw Chan K'awiil I） 双月或巧克力领主(Double Moon or Lord Chocolate) 682-734 - 被葬在一号神庙中；他的皇后十二金刚鹦鹉夫人(Lady Twelve Macaw)葬在二号神庙中；在695年打败卡拉克穆尔。
- Yik'in Chan Kawil; 他的妻子Shana'Kin Yaxchel Pacal 墙上的绿鸟(Green Jay on the Wall)是拉卡姆哈(Lakamha)734-766年间的领主
- 六号神庙统治者(Temple VI Ruler) 766-768
- Yax Nuun Ayiin II 奇坦(Chitam) 768-790
- 黑暗太阳(Dark Sun) c. 810
- 卡维尔的宝石(Jewel K'awil) 849
- Jasaw Chan K'awiil II 869-889

## 现代历史，蒂卡尔国家公园
作为一个巨大的古代遗址，关于它的消息在当地从来没有消失过。西元1525年，西班牙征服者荷南·科爾蒂斯經過蒂卡尔，但沒有在信中提及。西元1696年初，一名西班牙傳教士迷失於佩腾省森林中，他所描述的廢墟可能是蒂卡尔。1848年由Modesto Mendez和Ambrosio Tut等人所組成的科学考古远征队来到蒂卡尔，之後於1853年由柏林科學院發表他們的研究結果。19世纪和20世纪初，有许多探险队到蒂卡尔研究、绘制地图和摄影。
1951年，在遗址附近建造了一座小型机场，大大改善了以前要花许多天步行或是骑骡穿过丛林的状况。从1956年到1970年，宾夕法尼亚大学在遗址进行了大型的考古发掘。1979年至1984年，危地马拉政府开始了一项考古发掘计划。
蒂卡尔国家公园在1955年5月26日成立，是瓜地馬拉第一個保護區。1979年被列入联合国教科文组织世界遗产名录，并对公众开放。蒂卡尔国家公园包括三部分：蒂卡尔遗址、圣·米盖尔·拉·帕罗塔达生物保护区（San Miguel La Palotada Biotope）和玛雅生物保护区（Maya Biosphere Reserve）。

## 自然保护区
蒂卡尔国家公园包括数种地形，有丘陵、沼泽、山地等等。国家公园内有几处沉积岩保存了从中生代到第三纪的地质资料。国家公园内保存着包括沼泽雨林到山地森林的多种丛林模式。丛林中也生活着不少珍稀动植物。植物有大葉桃花心木，比尔松尼木属乔木Byrsonima crassifolia等等。哺乳动物有黑掌蜘蛛猴，白喉三趾樹懶，狐鼬等数十种。鸟类有緋紅金剛鸚鵡等。爬行类和两栖类有泥龜、银环蛇Micrurus diastema sapperi和几种特有的蟾蜍等。鱼类有十几种丽鱼，包括Cichlasoma melanorum、C. bifasciatum、 C. heterospilum等。昆蟲有切葉蟻。

## 图册

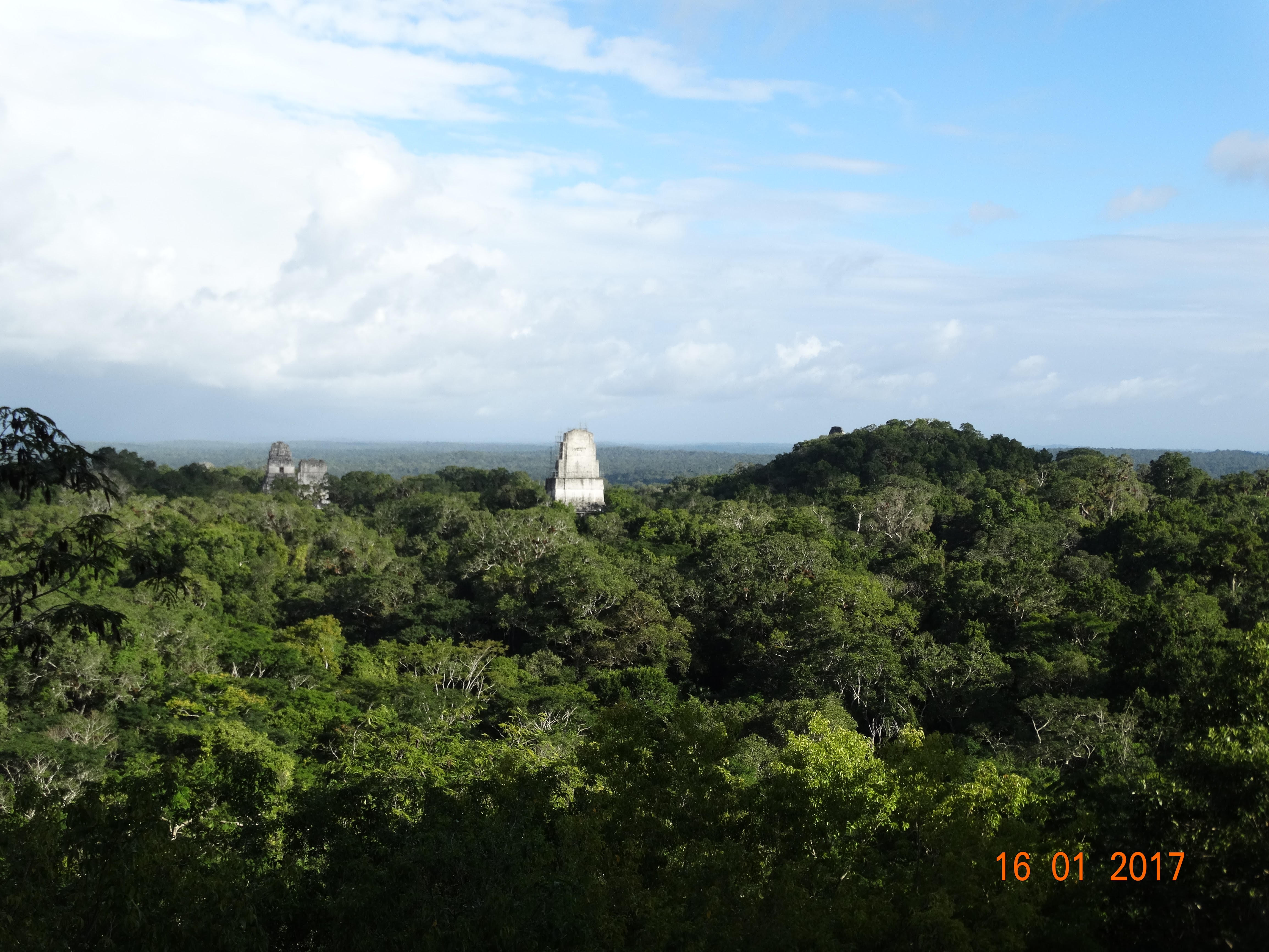
丛林中的金字塔
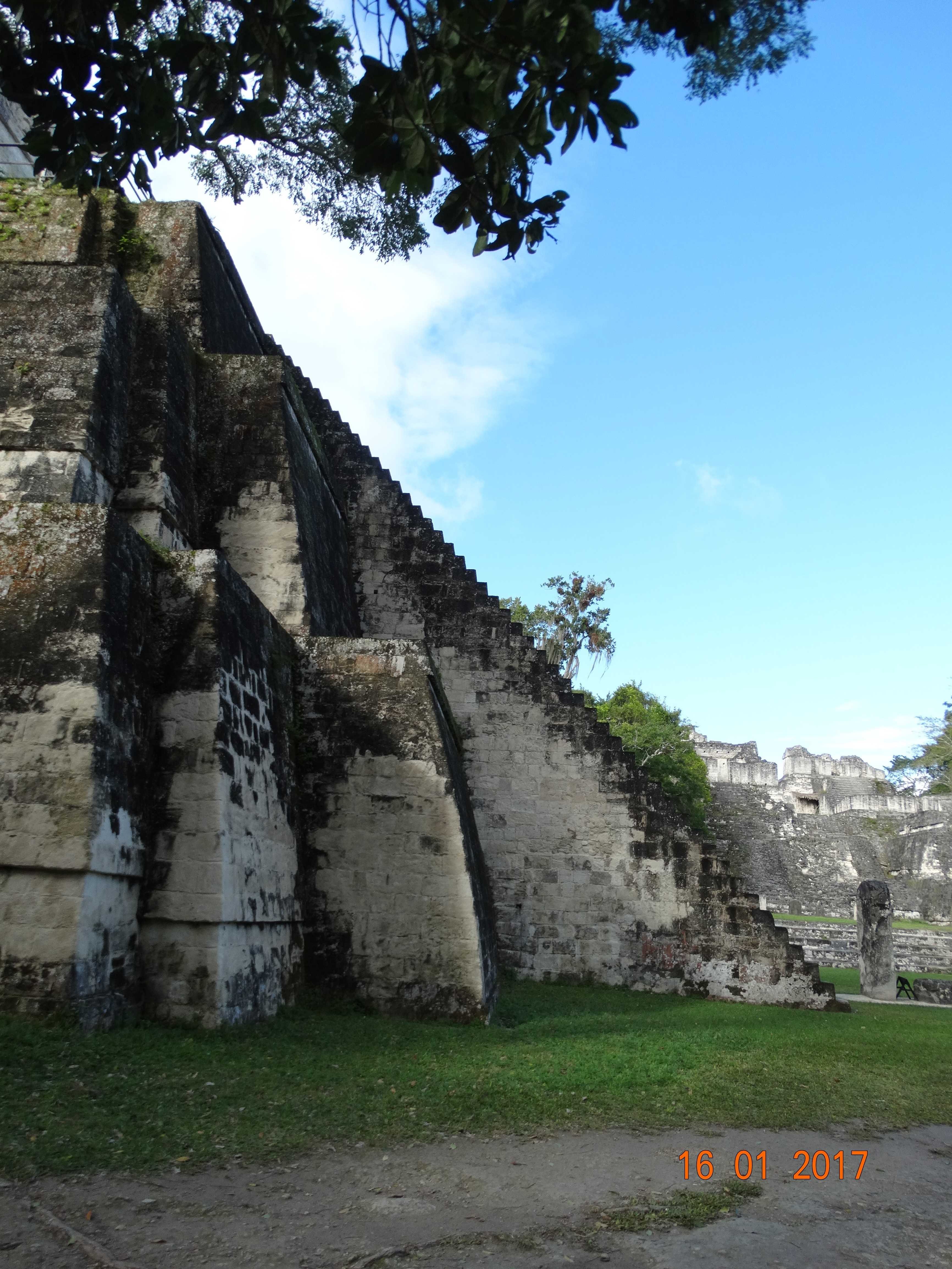
金字塔的阶梯

## 相關
- 馬雅文明
- 馬雅遺址列表

## 腳註
1. ↑  . CyArk.   [2014-12-19]. （原始内容存档于2008-09-30）.
2. ↑  UNESCO World Heritage Center.
3. ↑  Sharer & Traxler 2006, p.1. Hammond 2000, p.233.
4. ↑  Martin & Grube 2008, pp.29–32.
5. ↑  Adams 2000, p.34.
6. ↑  Webster 2002, pl.15.
7. ↑  Martin & Grube 2000, p.47.
8. ↑  Coe 1999, p.123.
9. ↑   Miller 1999, p.32.
10. 1 2 3  . CyArk.   [2014年12月19日]. （原始内容存档于2008年9月30日） （英语）.
11. ↑  Simon Martin and Nikolai Grube "Chronicle of the Maya Kings and Queens"
12. ↑  Coe 1999, p.90.
13. ↑  Webster 2002, pp.83-4.
14. ↑  Jones 1998, pp. 218-219. Means 1917, p. 167.
15. ↑  Kelly 1996, p.140.
16. 1 2  Adams 2000, p.30.
17. ↑  Torres.
18. ↑  UNESCO World Heritage Centre.